# Kota Kinabalu International Airport
Kota Kinabalu international airport (IATA: BKI) is een vliegveld in de Maleisische provincie Sabah, op Noord-Borneo.
Het is na Kuala Lumpur International Airport de drukste luchthaven van het land en er kwamen 4,8 miljoen passagiers in 2009. Het vliegveld werd oorspronkelijk gesticht als een militair vliegveld door het Japanse leger tijdens de Tweede Wereldoorlog. Na de oorlog kwam het vliegveld onder het beheer van de Department of Civil Aviation. In de jaren erop werd het vliegveld uitgebreid en aangepast voor commerciële luchtvaart. 